# Unité d'hélicoptères de police serbe
L'unité d'hélicoptères de police serbe (en serbe: Хеликоптерска јединица) est une unité d'appui aérien de la police serbe. Son objectif est d'assurer la surveillance aérienne, la surveillance des frontières, le transport de personnalités, l'évacuation sanitaire, la recherche et le sauvetage, ainsi que la lutte contre les incendies.

## Historique
La Militsia yougoslave (pays hôte de la Serbie avant 2006) a acquis son premier hélicoptère, un Bell 47J Ranger, en 1965. Les opérations ont été partagées avec la police de la ville de Belgrade. Par la suite, un certain nombre d'unités d'hélicoptères de police régionales ont été créées dans toute la Serbie. Dans les années 70 et 80, les gouvernements des provinces fédérales, des républiques et des provinces autonomes ont acquis un certain nombre d'hélicoptères.
À la fin des années 1980, en raison de la centralisation de toutes les forces de police en Serbie, tous les hélicoptères de police des provinces autonomes, de la république et des villes ont été placés sous contrôle central des affaires intérieures.
Lorsque des émeutes ont éclaté au Kosovo-Metochia en 1989 et 1990, des hélicoptères ont été utilisés pour disperser les manifestations de masse organisées par les Albanais. Les AB212 étaient utilisés pour transporter des unités des forces spéciales vers des bastions rebelles.
Les services de sécurité serbes très secrets (RDB) ont été créés en 1992 sous l'autorité du ministère de l'Intérieur. Ceci a commencé avec une petite section d'hélicoptère avec un Bell 206B-3 et un 206L-1. La section des hélicoptères s’est développée en reprenant les hélicoptères AB212 et Gazelle des unités démantelées de la police fédérale.
La RDB a pris part à des opérations de combat en Bosnie-Herzégovine et en Croatie pour soutenir les forces de l'ethnie serbe, volant souvent sans aucune marque ou uniquement avec le drapeau serbe. En 1997, les unités de combat de la RDB ont été réorganisées en une unité de niveau brigade: l'unité des forces spéciales (JSO), comprenant l'escadron d'hélicoptères. Le JSO a pris part à de nombreuses opérations de combat au cours de l'escalade de la crise au Kosovo-Metochia. Les Mi-24 ont été utilisés pour attaquer les camps d'entraînement des rebelles et des centaines de transports et de vols d'évacuation médicale ont été effectués. Pendant l'opération de l'OTAN, les hélicoptères JSO ont continué à effectuer des missions de liaison et des missions Medivac. Aucun hélicoptère n'a été perdu.
En octobre 2001, les hélicoptères ont été présentés au public pour la première fois, lors d’un exercice conjoint avec les forces militaires fédérales. Le ministère serbe de l'Intérieur (MUP) a été réorganisé en 2002, le JSO fut détachée du service de la sécurité nationale et placé directement sous l'autorité du ministre de l'Intérieur. Les hélicoptères ont été combinés avec ceux de l'escadron de police pour former une unité d'hélicoptères commune telle qu'elle est actuellement. Le JSO a été officiellement dissout le 25 mars 2003, à la suite de l'assassinat du Premier ministre Zoran Đinđić par le commandant adjoint du JSO, le 12 mars.

## Hélicoptères

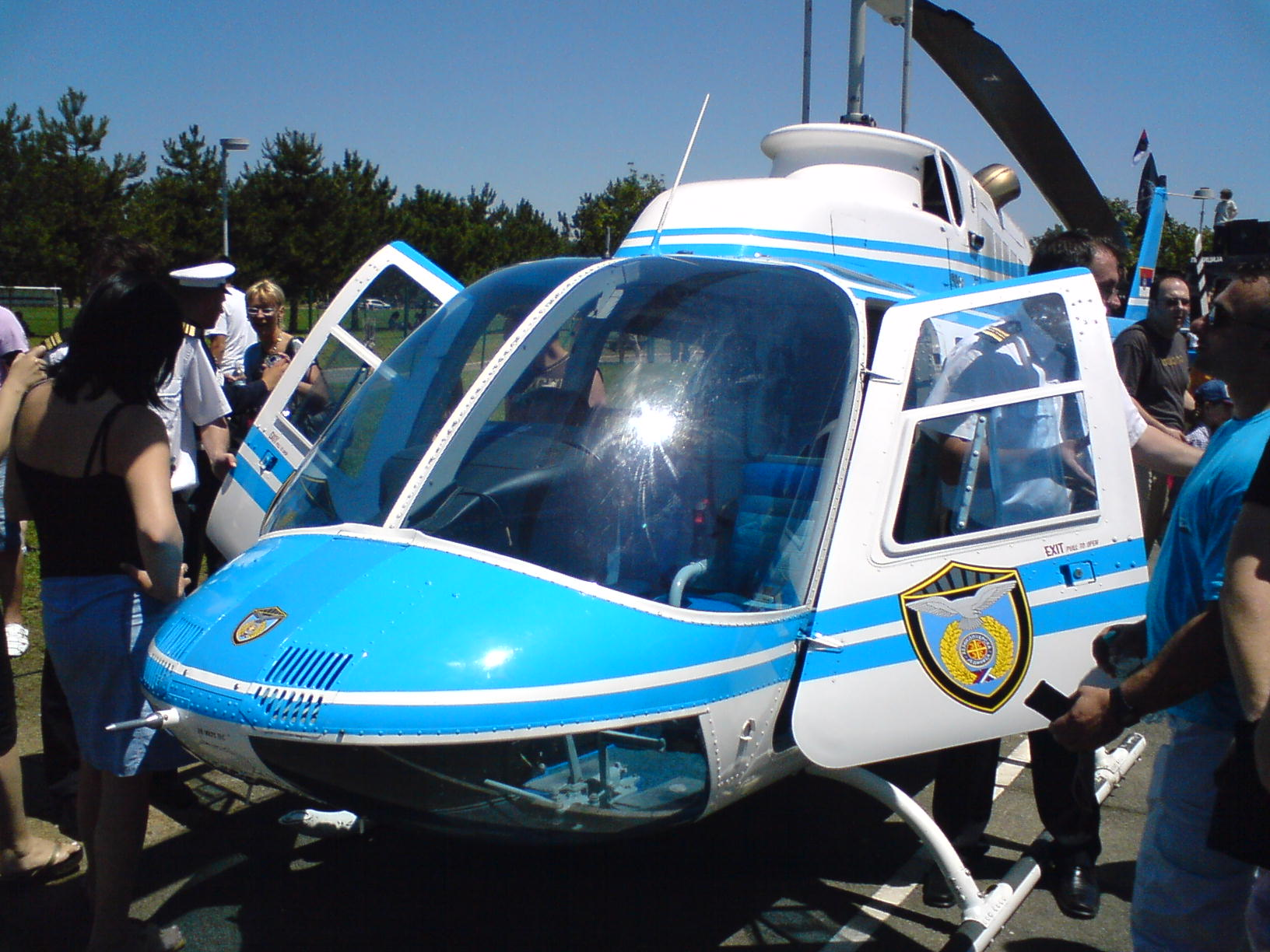
Bell 206

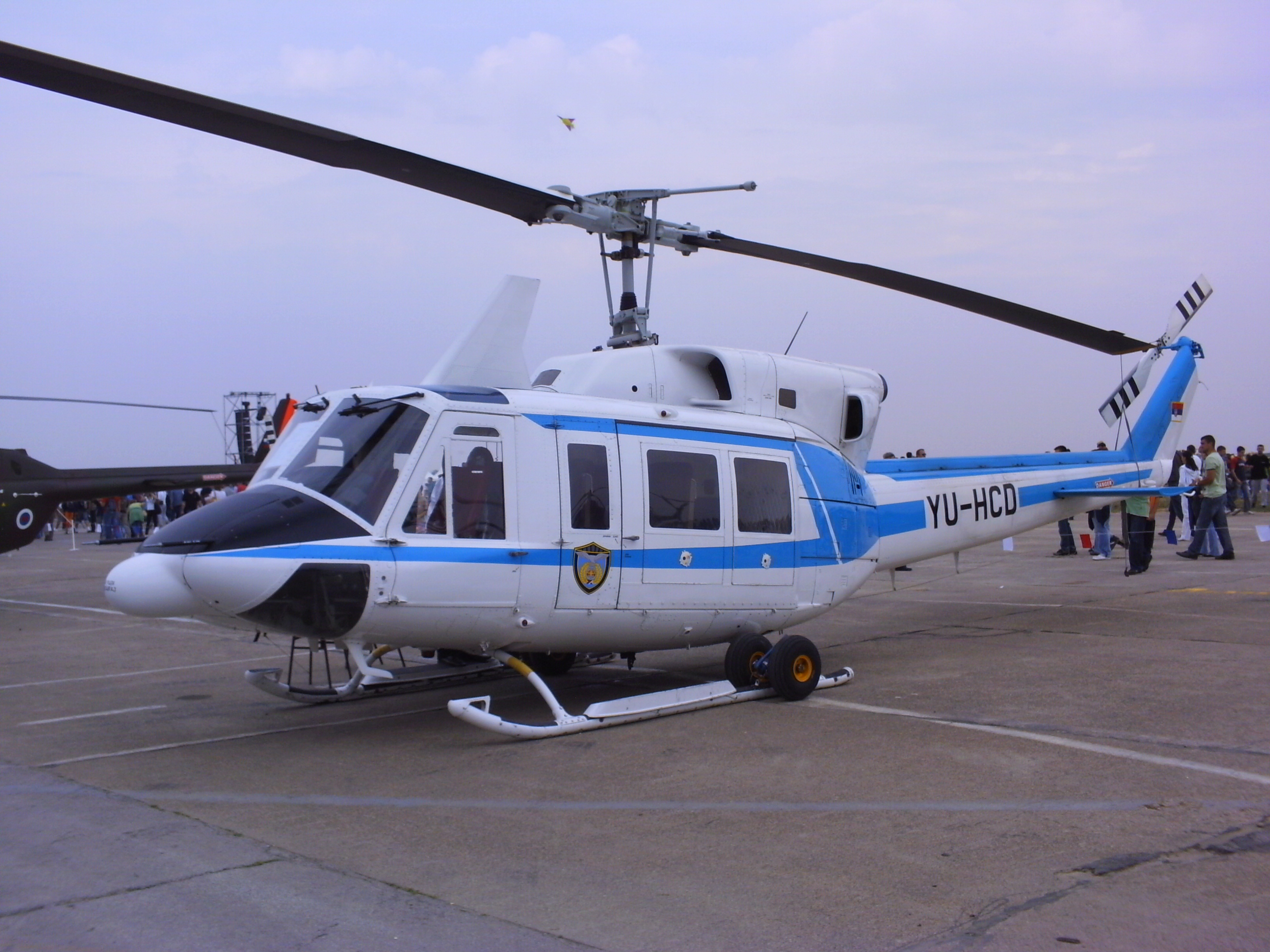
Bell 212

### Flotte actuelle
| Appareils        | Origine    | Versions          | Nombre         | Notes     |
| ---------------- | ---------- | ----------------- | -------------- | --------- |
| Bell 206         | États-Unis | 206B              | 4              |           |
| Bell 212         | Italie     | AB 212            | 3              |           |
| Soko Gazelle     | France     | SA 341G / SA 342L | 4              | 2 stockés |
| Sikorsky S-76    | États-Unis | S-76B             | 1              |           |
| Eurocopter EC145 | Allemagne  | H145M             | 3 en commande, |           |

### Appareils retirés du service
| Appareils          | Origine          | Versions    | Nombre | Notes                                                                               |
| ------------------ | ---------------- | ----------- | ------ | ----------------------------------------------------------------------------------- |
| Bell 47J Ranger    | États-Unis       | Bell 47J-2A | ?      |                                                                                     |
| Agusta-Bell 206    | Italie           | 206A 206B   | 3 1    |                                                                                     |
| Aerospatiale AS365 | France           | SA 365N     | 2      | Vendus en 2004, le premier vendu au Togo, le second à l'Allemagne (société privée). |
| Mi-17              | Union soviétique | Mi-17       | 2      | Utilisés par le JSO, transférés à l'armée de l'air                                  |
| Mi-24              | Union soviétique | Mi-24V      | 2      | Utilisés par le JSO, retirés du service                                             |